# Acacia villaregalis
Acacia villaregalis är en ärtväxtart som beskrevs av Mcvaugh. Acacia villaregalis ingår i släktet akacior, och familjen ärtväxter. Inga underarter finns listade i Catalogue of Life.